# Sedudu
La Isla Sedudu o Kasikili ubicada en las coordenadas 17°49′S 25°8′E / -17.817, 25.133 es una isla en el río Chobe (también llamado Río Cuando), en la frontera entre Namibia y Botsuana, cerca de
el pueblo botsuanés de Kasane. Fue objeto de una disputa territorial entre estos países, resuelta por una decisión de 1999 de la Corte Internacional de Justicia (CIJ), que falló a favor de Botsuana. Kasikili es el nombre que le da Namibia, mientras que Sedudu es el nombre botsuanés de la isla. La isla es de aproximadamente 5 km² de superficie. No tiene residentes permanentes, durante varios meses cada año, comenzando alrededor de marzo, la isla está sumergida por las inundaciones.
La disputa surgió debido a la redacción imprecisa del acuerdo sobre la frontera norte entre las potencias coloniales de Alemania y el Reino Unido, que establecieron los intereses geográficos entre la alemana África del Sudoeste y el Protectorado de Bechuanalandia en el Tratado de Helgoland-Zanzíbar firmado el 1 de julio de 1890.
El país actual de Namibia fue el África del Sudoeste Alemana en 1890, Botsuana era un protectorado británico.
Namibia y Botsuana llegaron a un acuerdo especial en 1996 para resolver sus controversias llevando el caso a la Corte Internacional de Justicia. Bajo los términos de ese Acuerdo Especial, los dos países pidieron a la Corte que "determinara, sobre la base del Tratado anglo-alemán, de 1 de julio de 1890 y las normas y principios del derecho internacional, la frontera entre Namibia y Botsuana en torno a la Isla Kasikili / Sedudu  y la situación jurídica de la isla "
Después de concluir que la frontera entre Botsuana y Namibia en torno a la Isla de Kasikili / Sedudu sigue la línea de mayor profundidad en el canal norte del río Chobe (Cuando) y que la isla formaba parte del territorio de Botsuana, la Corte recordó que, sobre la base de los términos de un acuerdo firmado en mayo de 1992, los dos países se habían comprometido frente al otro que habría libre navegación para las embarcaciones de sus nacionales y  con sus banderas en los canales alrededor de la isla.